# Lauderdale-by-the-Sea
Lauderdale-by-the-Sea est une ville du comté de Broward, en Floride, aux États-Unis.

## Géographie
Située en bord de mer, la commune est entre les villes de Fort Lauderdale et Sea Ranch Lake, et proche de Pompano Beach.
Le centre ville est au croisement de la Route nationale A1A et Commercial boulevard.

## Économie
L'activité économique de la ville est essentiellement tournée vers le tourisme, et ses activités balnéaires. De nombreux hôtels et résidence hôtelières, notamment l'hiver, sont le lieu de villégiatures des retraités du nord de États-Unis et du Québec.

## Démographie
| 1950 | 1960  | 1970  | 1980  | 1990  | 2000  |
| ---- | ----- | ----- | ----- | ----- | ----- |
| 234  | 1 327 | 2 879 | 2 639 | 2 990 | 2 563 |

| 2010  | - | - | - | - | - |
| ----- | - | - | - | - | - |
| 6 056 | - | - | - | - | - |